# Místokrál
Místokrál byl králem jmenovaný úředník vládnoucí zemi nebo kolonii. Zastupoval a reprezentoval krále, jeho jménem vykonával řadu administrativních, vojenských, soudních i církevních funkcí a byly mu přiznávány královské pocty. Jím spravované území se nazývá místokrálovství. Toto administrativní členění používaly především evropské státy pro své zámořské kolonie.
V některých případech byl úřad vyhrazen některému z členů vládnoucí dynastie. Nebylo nezvyklé, že potenciální dědic trůnu byl jmenován místokrálem, aby se učil vládě a prokázal své schopnosti.

## Etymologie
Místokrál je překlad původního výrazu viceroi, složeného z latinské předpony vice-, znamenající na místě, a francouzského slova roi neboli král. Někdy bývá použit jen poloviční překlad vicekrál, často psáno nesprávně jako vícekrál (stejně bývá komoleno slovo viceprezident či vicepremiér).

## Místokrálovství
- Francie
  - místokrálovství Nová Francie
- Itálie
  - místokrálovství Italská východní Afrika
- Portugalsko
  - místokrálovství Brazílie
  - místokrálovství Portugalská Indie
- Spojené království
  - místokrálovství Britská Indie
- Španělsko – rozdělilo v průběhu času své americké državy do 4 místokrálovství. Zpočátku španělské kolonizace Ameriky byly dvě, časem přibyly další dvě, které se vyčlenily ze stávajících.
  - místokrálovství Nové Španělsko 1519–1821 hlavní město Ciudad de México
  - místokrálovství Peru 1542–1821 hlavní město Lima
  - místokrálovství Nová Granada 1717–1819 hlavní město Bogota
  - místokrálovství Río de la Plata 1776–1814 hlavní město Buenos Aires